# Саль-Адур
Саль-Аду́р (фр. Salles-Adour, окс. Salas d'Ador) — коммуна во Франции, находится в регионе Юг — Пиренеи. Департамент — Верхние Пиренеи. Входит в состав кантона Семеак. Округ коммуны — Тарб.
Код INSEE коммуны — 65401.

## География

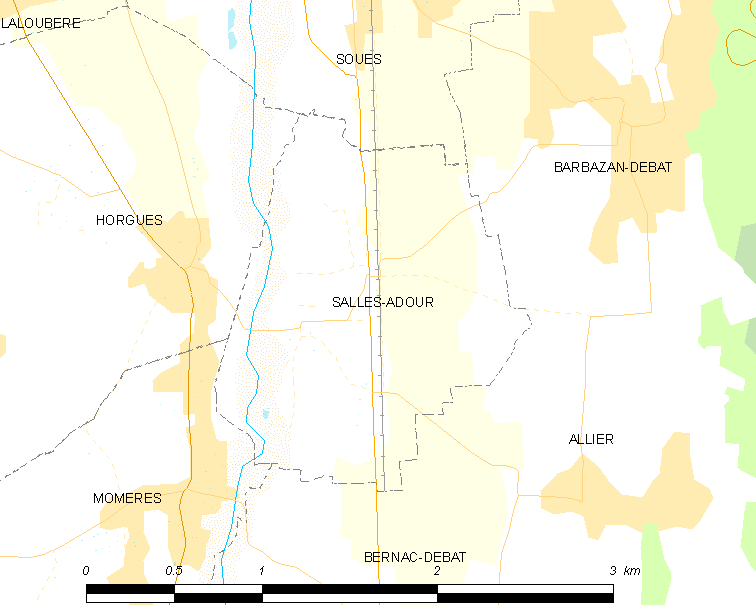
Карта коммуны

Коммуна расположена приблизительно в 660 км к югу от Парижа, в 120 км юго-западнее Тулузы, в 6 км к юго-востоку от Тарба.
Коммуна расположена в местности Бигорр. По территории коммуны протекает река Адур.

## Климат
Климат умеренно-океанический с солнечной тёплой погодой и обильными осадками на протяжении практически всего года.

## Население
Население коммуны на 2010 год составляло 458 человек.
| 1962 | 1968 | 1975 | 1982 | 1990 | 1999 | 2010 |
| ---- | ---- | ---- | ---- | ---- | ---- | ---- |
| 257  | 243  | 298  | 328  | 358  | 333  | 458  |

## Администрация
| Период | Период | Фамилия       | Партия                              | Примечания |
| ------ | ------ | ------------- | ----------------------------------- | ---------- |
| 1977   | 1995   | Жан-Клод Поле | Французская коммунистическая партия |            |
| 1995   | 2001   | Ив Крамп      | Французская коммунистическая партия |            |
| 2001   | 2014   | Жан-Клод Поле | Французская коммунистическая партия |            |
| 2014   | 2020   | Клод Легард   |                                     |            |

## Экономика
В 2010 году среди 292 человек трудоспособного возраста (15-64 лет) 209 были экономически активными, 83 — неактивными (показатель активности — 71,6 %, в 1999 году было 67,8 %). Из 209 активных жителей работали 196 человек (105 мужчин и 91 женщина), безработных было 13 (6 мужчин и 7 женщин). Среди 83 неактивных 21 человек были учениками или студентами, 39 — пенсионерами, 23 были неактивными по другим причинам.